# 蓑原の合戦
蓑原の合戦（みのばるのかっせん）は、南北朝時代の天授5年/永和5年（1379年）3月1日と3月3日に現在の宮崎県都城市で行われた今川満範と島津氏久の合戦である。

## 経過

### 前史
南北朝時代の九州は南朝の征西大将軍懐良親王と菊池武光の活動で南朝が優勢で、北朝の室町幕府が度々派遣した九州探題も征西府に歯が立たず辞任していった。幕府は建徳元年/応安3年（1370年）に今川了俊を九州探題に任命、了俊は中国地方と九州の国人衆と筑前の少弐冬資・豊後の大友親世・大隅の島津氏久の協力を取り付け大宰府を落とし、菊池武光・武政父子の急死もあって征西府を追い詰めていった。
しかし、永和元年/天授元年（1375年）に了俊が少弐冬資を暗殺（水島の変）、憤慨した島津氏久と大友親世が離反、この混乱に乗じた征西府が探題方を襲撃した。了俊は周防・長門の大内義弘の救援で征西府を撃破、大友親世も義弘の仲介で了俊の元へ戻ったが、氏久と甥の薩摩守護島津伊久は南朝に寝返り、九州統一の大きな妨げとなった。
了俊は島津氏の打倒を図り、氏久と伊久の大隅・薩摩守護職を取り上げ自ら兼帯、翌天授2年/永和2年（1376年）に末子の今川満範を薩摩・大隅・日向の総大将として南九州に派遣、薩摩・大隅・日向・肥後国人衆を集結させ、満範も相良前頼の協力で6月に肥後人吉に到着、8月に日向三俣の高城に入城、9月に氏久の叔父樺山資久が籠もる小山城を落とし、氏久の従弟北郷義久・樺山音久兄弟が籠城している都之城に進軍、天授3年/永和3年（1377年）3月頃に包囲網が整った。
ところが、9月に氏久と伊久が了俊に降伏、了俊は2人に所領安堵と領土返還を約束したが、了俊に従った国人衆は氏久の逆襲を恐れて南九州国人一揆を結成、了俊も国人一揆への対応は幕府への忠節を強調するだけで、具体的な対応を取らなかったため一揆に不信感を持たれ、氏久の一揆方国人への調略も起こり、緊迫していった。

### 合戦
天授4年/永和4年（1378年）3月、了俊は氏久の遅参を理由に大隅国人に三俣院の満範の元へ参陣することを催促、一揆と合流した満範は12月に都之城を包囲した。都之城を守る北郷義久・樺山音久は寡兵ながら奮戦、氏久も新納実久・本田重親らを率いて志布志城から出陣して都之城の後詰に向かい、都之城から南方の天ヶ峰に陣取り、翌天授5年/永和5年（1379年）2月28日に天ヶ峰から平波瀬へ移動、3月1日に都之城の西方の本の原で両軍は激突した。
北郷義久も城から打って出て激戦となり、島津軍は義久の弟基忠・忠宣と本田重親が戦死したが、満範軍も相良頼氏（前頼の弟）・伊東祐基・渋谷久清（祁答院氏）らの大将が戦死して、合戦は満範軍の敗北となった。
一旦退いて、3日、蓑原に進出した満範は再度合戦を行った。この戦いでは満範が勝利したとも敗北したともいうが、満範は都之城から下財部方面に退いた。

### 戦後
都之城は一連の合戦によって包囲からは解放されたが、依然として満範軍は近くに留まっていた。しかし9月になって、叔父重親を殺されたことを怒った本田氏親が姫木城と清水城を攻略して、満範軍を敗走させた。満範は戦線を後退させ、真幸院に兵を集めた。
12月に入ると、日向・薩摩・大隅・肥後の御家人61人が幕府に降った。薩摩守護島津伊久（総州家 ）と禰寝久清も、了俊に降ったので、満範軍は強化された。
満範は、翌天授6年/康暦2年（1380年）、弘和元年/永徳元年（1381年）に南九州の掃討と都之城包囲を敢行したが、どちらも失敗に終わった。同年10月に氏久が再び了俊に帰順、再び国人一揆の調略と侵攻を続け、対する了俊も一揆への現実的な対応を取らず一揆の不満が高まり、元中2年/至徳2年（1385年）に今川方の相良前頼が離反、征西府に帰順したため一揆に加わっていた国人も離反、国人一揆は崩壊した。
元中4年/至徳4年（1387年）に氏久が亡くなった後を継いだ子の元久も了俊と対立したが、応永2年（1395年）に了俊が九州探題を解任、（総州家と絶縁した）元久は後に幕府から薩摩・大隅・日向守護職に補任され、南九州における支配権を確立した。